# Vincenzo da Filicaia
Vincenzo da Filicaia, ou da Filicaja, né le 30 décembre 1642 à Florence et mort le 24 septembre 1707 dans la même ville, est un poète lyrique italien.

## Biographie
Vincenzo da Filicaia naquit à Florence le 30 décembre 1642. Fils et petit fils de sénateur et destiné à l’être lui-même, il commença ses études chez les jésuites de Florence et les acheva à l’Université de Pise. L’antiquité grecque et latine, la philosophie, la théologie et la jurisprudence y furent successivement l’objet de ses travaux ; la poésie était son seul délassement. Comme presque tous les jeunes poètes, il commença par des vers d’amour ; mais celle qu’il aimait et qu’il célébrait étant morte à la fleur de l’âge, il passa du regret de sa perte au repentir de lui avoir consacré les prémices de son tallent ; il brûla tout ce qu’il avait fait de vers pour elle ; il jura de ne plus chanter que des sujets héroïques ou sacrés, et il a tenu son serment. De retour à Florence, après cinq ans de séjour à Pise, il ne tarda pas à être reçu de l’Académie de la Crusca. Peu de temps après, il épousa la fille du sénateur Scipion Capponi, qui lui apporta peu de fortune, et comme il en avait peu lui-même, il prit, à la mort de son père, le parti de se retirer entièrement du monde et de passer presque toute l’année à la campagne ; il y partageait son temps entre ses études, l’éducation de ses enfants, la contemplation des merveilles de la nature et de son Auteur. Il composait chaque jour des poésies, soit latines, soit italiennes, les soumettait au goût de ses amis, les perfectionnait d’après leurs conseils, sans désir de les publier, sans autre but que de donner un noble exercice à son esprit. Une occasion éclatante le força de sortir de cette obscurité volontaire. Vienne, assiégée par une armée de deux mille Turcs, fut délivrée par Jean Sobieski, roi de Pologne, et par le duc de Lorraine, Charles V. Ce grand événement, qui sauvait la Chrétienté du danger le plus imminent, excita l’enthousiasme de Filicaia ; il célébra dans une magnifique ode ou canzone la victoire de l’armée chrétienne ; il en adressa une seconde à l’empereur Léopold Ier, une troisième au roi de Pologne, une quatrième au duc de Lorraine, une cinquième au Dieu même des armées ; et les Ottomans, dans une dernière bataille, ayant été entièrement défaits, il chanta ce nouveau triomphe dans un sixième ode, qui est peut-être la plus belle de toutes. Pour cette fois, s’il ne fut pas moins modeste, ses amis furent moins discrets. Ces six odes triomphales excitèrent une admiration universelle. Le grand-duc, de son propre mouvement, en fit parvenir des copies aux princes qui y étaient loués ; l’auteur reçut d’eux les remerciements les plus flatteurs. Les copies de ses odes, en se multipliant, se chargeaient tous les jours de nouvelles fautes ; ses amis obtinrent enfin de lui qu’il les fit imprimer ; elles parurent à Florence en 1684, in-4°, et Filicaia fut placé presque malgré lui parmi les premiers poètes italiens. Une autre grande ode qu’il adressa la même année à la reine Christine de Suède soutint la réputation des premières. Cette princesse, qui conservait alors dans une vie privée la générosité d’une souveraine, ne se borna pas à lui en témoigner sa satisfaction , à entretenir avec lui une correspondance suivie et à l’admettre dans l’Académie qu’elle avait composée à Rome des hommes les plus distingués dans la poésie et dans les lettres ; instruite du mauvais état de sa fortune, elle adopta en quelque sorte ses deux fils, se chargea des frais de leur éducation, et exigea de lui pour toute reconnaissance qu’il lui gardât le plus profond secret, ne voulant pas, disait-elle, avoir à rougir devant le public de faire si peu pour un homme qui avait tant de droits son estime. Une maladie grave qu’il éprouva quelques années après fut suivie d’un autre sujet d’affliction qui lui fut encore plus sensible ; il perdit l’ainé de ses fils, qui avait été reçu page du grand-duc après la mort de la reine sa bienfaitrice. Cette perte, qu’il supportait avec courage, fixa plus particulièrement sur lui les regards du prince, qui lui conféra la dignité de sénateur et le nomma peu de temps après commissaire ducal, ou gouverneur de la ville de Volterra (1696), ensuite de celle de Pise (1700), et enfin secrétaire du tirage des magistrats, charge alors très-importante, qui donnait des rapports immédiats avec le prince et initiait aux secrets du gouvernement. Filicaia, dans tous ces emplois, sut se concilier la reconnaissance publique, l’attachement de ses subordonnés et l’estime du souverain. Ni la multiplicité de ses occupations, ni les progrès de l’âge, ne l’empêchèrent de donner chaque jour quelques heures à la culture des lettres et à l’exercice de son talent poétique ; mais sa piété, qui avait toujours été très-grande, augmentant encore avec les années, il ne lisait plus que les livres saints et ne traitait plus que des sujets sacrés. Il se décida cependant à recueillir toutes ses poésies, à les revoir, à les corriger de nouveau et à en donner lui-même une édition. Il était déjà fort avancé dans ce travail, lorsqu’il fut atteint d’un violent mal de poitrine, qui l’emporta en peu de jours. Il mourut à Florence le 24 septembre 1707, âgé de 65 ans ; il fut enterré à l’église St-Pierre, dans la chapelle de sa famille, où son second fils Scipion, chevalier de l’ordre de St Étienne lui fit élever un monument. Ce même fils ne tarda point à faire jouir le public de l’édition des poésies italiennes de son père, que celui-ci préparait et qu’il avait même commencé à faire imprimer lorsqu’il mourut ; il la dédia au grand-duc Cosme III, sous ce titre : Poesie toscane di Vincenzo da Filicaia, senatore fiorentino e accademico della Crusca, Florence, 1707, in-4°. Elles furent réimprimées en 1720, avec une Vie de l’auteur, écrite par Thomas Bonaventuri, Florentin, et qui avait paru précédemment dans le second volume des Vite degli Arcadi illustri. Une édition plus précieuse, quoique moins belle, et d’après laquelle toutes les éditions suivantes ont été faites, est celle de Venise, 1762, 2 vol. in-8° : le 1er volume contient les poésies toscanes, et le 2e les vers latins du même auteur, réunis pour la première fois et qui étaient auparavant épars dans différents recueils. On y a joint quelques morceaux de prose d’un moindre intérêt, si ce n’est une correspondance littéraire de Filicaia avec Redi, Menzini et Gori, qui partagent avec lui la gloire d’avoir été, dans un siècle corrompu, fidèles aux saines études et au bon goût. Les canzoni que nous avons citées sont les plus remarquables de ce recueil. Quelques autres ne leur sont pas inférieures pour la noblesse du sujet, la pompe et la force du style. Plusieurs de ses sonnets sont dignes de ces belles odes. On cite surtout l’admirable sonnet qui commence par ces vers : 

« Italia, Italia, o tu cui feo la sorte
Dono infelice di bellezza, etc. »

l’un des plus beaux qui existent et qui, dans l’espace pace borné de quatorze vers, peut soutenir le parallèle avec les pièces lyriques les plus célèbres.

## Œuvres
- Poesie toscane di Vincenzo da Filicaia, senatore fiorentino e accademico della Crusca, Florence, Piero Matini, 1707, 1re éd. (lire en ligne)
- Poesie toscane di Vincenzo da Filicaia, senatore fiorentino e accademico della Crusca, Florence, Michele Nestenus, 1720, 2e éd. (lire en ligne)
- Opere del senatore Vincenzio da Filicaja, vol. 1, Venise, Lorenzo Baseggio, 1762 (lire en ligne)
- Opere del senatore Vincenzio da Filicaja, vol. 2, Venise, Lorenzo Baseggio, 1762 (lire en ligne)

## Source
- « Vincenzo da Filicaia », dans Louis-Gabriel Michaud, Biographie universelle ancienne et moderne : histoire par ordre alphabétique de la vie publique et privée de tous les hommes avec la collaboration de plus de 300 savants et littérateurs français ou étrangers, 2e édition, 1843-1865 [détail de l’édition]

Cet article comprend des extraits du Dictionnaire Bouillet. Il est possible de supprimer cette indication, si le texte reflète le savoir actuel sur ce thème, si les sources sont citées, s'il satisfait aux exigences linguistiques actuelles et s'il ne contient pas de propos qui vont à l'encontre des règles de neutralité de Wikipédia.